# Amref Health Africa
Amref Health Africa (African Medical and Research Foundation en anglais ; Association pour la médecine et la recherche en Afrique en français) est la première ONG africaine de santé publique. L'organisation a été créée en 1957. Son siège se trouve à Nairobi, au Kenya.
Elle compte environ 1 400 salariés dont 97 % d'Africains.
Depuis sa fondation ,l'Amref se bat pour un accès équitable aux soins, avec une priorité donnée aux femmes et aux enfants. Elle déploie, [Quand ?] à travers 35 pays, 159 programmes de santé qui viennent en aide chaque année à près de 10 millions de personnes, jusque dans les zones les plus isolées d’Afrique subsaharienne.
L'Amref trouve ses origines dans les « Flying Doctors », une association de médecins qui parcourt l'Afrique de l'Est à bord d'avions ambulances pour apporter des soins aux populations les plus reculées.

## Historique
En 1946, un chirurgien plasticien, Archibald McIndoe, découvre le Kenya et décide de s'y établir. Il revient deux ans plus tard, accompagné de deux autres chirurgiens plasticiens: Michael Wood (anglais) et Tom Rees (américain). Les trois hommes sont frappés par la pauvreté des populations isolées du Kenya et passent leurs vacances à opérer malgré l'infortune des villages de brousse. Pendant les années 1950, ils mettent en place le Service des Flying Doctors, convaincus que le seul moyen d'aller soigner les populations isolées est de les atteindre en avion. Michael Wood achète et apprend à piloter un Piper PA-20 Pacer. Michael Wood  crée aussi une structure d'ONG, l'AMREF (The African Medical and Research Foundation) en 1957.
Les médecins volants poursuivent un but : aller soigner les gens dans les coins les plus reculés de la brousse. Leur volonté d'apporter des soins aux plus démunis perdure, l'Amref Flying Doctors est la première ONG de santé publique en Afrique, elle perdure et devient la filiale et le bras armé d'une structure plus vaste, l'Amref Health Africa. Cette organisation s'affirme comme une importante organisation sanitaire privée africaine à but non lucratif,,.
De son côté, au début des années 1960, une femme médecin, Anne Spoerry a également choisi l'avion pour aller soigner les populations isolées au nord de Nakuru. Lorsque Wood apprend son existence, il la contacte et lui propose de rejoindre l'équipe des Flying Doctors. Spoerry accepte de rejoindre ce groupe de médecins volontaires, qui a fondé sept ans auparavant l'Amref. Elle pilotera pendant 35 ans pour aller au secours des malades les plus démunis.
En 1978, Françoise Spoerry crée l'Amref-France. Par ce geste, elle voulait faire connaître et faire durer les actions de sa sœur Anne Spoerry.
En 2005, la Fondation Gates a récompensé l'Amref pour ses efforts dans le développement de la santé.

## Zones d'intervention
L'Amref intervient dans les zones les plus défavorisées d'une trentaine de pays d'Afrique subsaharienne : Kenya, Tanzanie, Ouganda, Éthiopie, Soudan, Afrique du Sud, Sénégal, RCI, Guinée...
Les équipes de l'Amref sont présentes dans ces pays, interviennent principalement en zone rurale, et agissent en respectant les coutumes locales. Elles incitent les communautés à développer leurs capacités et à prendre en charge le développement de leur santé.

## Domaines d'intervention
4 priorités d'action de l'Amref :
- la santé de la mère et de l’enfant[7];
- la formation du personnel de santé[3],[4] ;
- l'assistance médico-chirurgicale;
- l'accès à l’eau et l’assainissement.

Plusieurs domaines d'intervention sont considérés comme prioritaires :
- la prévention et le contrôle du VIH/SIDA ;
- la prévention et le contrôle du paludisme et des maladies sexuellement transmissibles ;
- l'accès à l'eau et à l'assainissement ;
- la planification et la santé familiales ;
- les soins cliniques ;
- l'éducation et la formation ;
- la recherche sur les maladies et les traitements applicables.

## Stratégie de l'Amref
Depuis 2007, la nouvelle stratégie de l'Amref s'applique à trouver les moyens de réduire le fossé entre les communautés et leur système de santé.
La philosophie de l'Amref est de prendre en considération les besoins des communautés et de travailler avec elles pour qu'elles deviennent autonomes et responsables.
L'Amref agit en partenariat avec les gouvernements, le secteur privé, les fondations, les instituts universitaires.